# Billy Dee Williams
Billy Dee Williams, pseudonimo di William December Williams Jr. (New York, 6 aprile 1937), è un attore statunitense.

## Biografia
È famoso per aver interpretato il ruolo di Lando Calrissian ne L'Impero colpisce ancora (1980), Il ritorno dello Jedi (1983) e L'ascesa di Skywalker (2019), tre film della saga di Guerre stellari. Nel 1981 è co-protagonista al fianco di Sylvester Stallone nel film I falchi della notte, e nel 1989 è nel cast del film Batman, nel ruolo di Harvey Dent.
Molto attivo sul piccolo schermo, interpreta Scott Joplin, il celebre compositore e pianista di ragtime, in un film tv del 1977. Appare nel ruolo di se stesso nell'episodio 7 della quinta stagione de I Jefferson, intitolato Me and Billy Dee. In questa serie viene citato diverse volte, poiché la domestica Florence è infatuata di lui. Partecipa con ruoli minori ad altre serie televisive come I Griffin, Lost e ad alcuni episodi di Scrubs - Medici ai primi ferri, in cui il personaggio di Turk lo chiama Lando, amando profondamente il personaggio da lui interpretato nella saga di Guerre stellari.
Nel 1989 appare nel video del singolo Liberian Girl di Michael Jackson. Partecipa alla serie Cose da uomini nell'episodio 1x10, in Modern Family nell'episodio 4x11 e in Glee nell'episodio 5x19, scritto dall'attore Chris Colfer. Nel 2002 partecipa al film Undercover Brother. Nel 2008 viene scelto dalla Electronic Arts per recitare in alcuni filmati del videogioco Command & Conquer 3: Tiberium Wars nei panni del direttore del GDI Redmond Boyle.

## Filmografia parziale

### Cinema
- Addio dottor Abelman! (The Last Angry Man, regia di Daniel Mann (1959)
- Black Brigade (1970)
- Un provinciale a New York (The Out-of-Towners), regia di Arthur Hiller (1970)
- The Final Comedown, regia di Oscar Williams (1972)
- La signora del blues (Lady Sings the Blues), regia di Sidney J. Furie (1972)
- Hit!, regia di Sidney J. Furie (1973)
- Una medaglia per il più corrotto (The Take), regia di Robert Hartford-Davis (1974)
- Mahogany, regia di Berry Gordy (1975)
- The Bingo Long Traveling All-Stars & Motor Kings, regia di John Badham (1976)
- Scott Joplin, regia di Jeremy Kagan (1977)
- L'Impero colpisce ancora (The Empire Strikes Back), regia di Irvin Kershner (1980)
- I falchi della notte (Nighthawks), regia di Bruce Malmuth (1981)
- C'era una volta (Marvin and Tige), regia di Eric Weston (1983)
- Il ritorno dello Jedi (Return of the Jedi), regia di Richard Marquand (1983)
- Paura su Manhattan (Fear City), regia di Abel Ferrara (1984)
- Bersaglio n. 1 (Number One with a Bullet), regia di Jack Smight (1987)
- Illusione mortale (Deadly Illusion), regia di Larry Cohen, William Tannen (1987)
- Batman, regia di Tim Burton (1989)
- Secret Agent OO Soul, regia di Julius LeFleur (1990)
- L'auto più pazza del mondo (Driving Me Crazy), regia di Jon Turteltaub (1991)
- Giant Steps, regia di Richard Rose (1992)
- Alien Intruder, regia di Ricardo Jacques Gale (1993)
- Steel Sharks, regia di Rodney McDonald (1996)
- The Prince, regia di Pinchas Perry (1996)
- Moving Target, regia di Damian Lee (1996)
- Sotto massima copertura (Mask of Death), regia di David Mitchell (1996)
- The Contract, regia di K.C. Bascombe (1998)
- The Visit, regia di Jordan Walker-Pearlman (2000)
- The Ladies Man - L'idolo delle donne (The Ladies Man), regia di Reginald Hudlin (2000)
- Very Heavy Love (2001)
- Good Neighbor, regia di Todd Turner (2001)
- The Last Place on Earth, regia di James Slocum (2002)
- Undercover Brother, regia di Malcolm D. Lee (2002)
- Oedipus, regia di Jason Wishnow (2004)
- Hood of Horror, regia di Stacy Title (2006)
- Constellation, regia di Jordan Walker-Pearlman (2007)
- Fanboys, regia di Kyle Newman (2008)
- Barry Munday - Papà all'improvviso (Barry Munday), regia di Chris D'Arienzo (2010)
- Star Wars - L'ascesa di Skywalker (Star Wars: The Rise of Skywalker) regia di J. J. Abrams (2019)

### Televisione
- The Nurses – serie TV, episodio 3x28 (1965)
- La canzone di Brian (Brian's Song), regia di Buzz Kulik – film TV (1971)
- Truman Capote: la corruzione il vizio e la violenza (The Glass House), regia di Tom Gries – film TV (1972)
- I Jefferson (The Jeffersons) – serie TV, episodio 5x07 (1979)
- Chiefs – miniserie TV (1983)
- Dynasty – serie TV (1984-1985)
- Martin – serie TV (1992)
- Tutti al college (A Different World) – serie TV (1993)
- Il quarto re – film TV (1997)
- The Jacksons : An American Dream – film TV (1992)
- Road to Justice - Il giustiziere (18 Wheels of Justice) – serie TV (2000)
- That '70s Show – serie TV, episodio 6x14 (2004)
- Scrubs - Medici ai primi ferri (Scrubs) – serie TV, episodio 5x10 (2006)
- Lost – serie TV, episodio 3x14 (2007)
- General Hospital: Night Shift – serie TV (2007)
- Cose da uomini (Man Up!) – serie TV (2011)
- White Collar – serie TV, 2 episodi (2011-2012)
- NCIS - Unità anticrimine (NCIS) – serie TV, episodio 10x05 (2012)
- Modern Family – serie TV, episodio 4x11 (2012)
- Glee – serie TV, 1 episodio (2014)
- Dirty Dancing, regia di Wayne Blair – film TV (2017)

### Doppiatore
- Star Wars: Le cronache di Yoda - serie TV (2013-2014)
- The LEGO Movie, regia di Phil Lord e Chris Miller (2014)
- Star Wars Rebels - serie TV, 2 episodi (2014)
- LEGO Star Wars - I racconti del droide - serie TV (2015)
- LEGO Batman - Il film (The Lego Batman Movie), regia di Chris McKay (2017)
- Star Wars Jedi Knight II: Jedi Outcast - Lando Calrissian
- Star Wars: Rebuild the Galaxy, regia di Chris Buckley (2024)

## Doppiatori italiani
Nelle versioni in italiano delle opere in cui ha recitato, Billy Dee Williams è stato doppiato da:
- Paolo Buglioni in Batman, Il quarto re, Hard Time
- Oreste Rizzini ne Il ritorno dello Jedi, The Ladies Man - L'idolo delle donne
- Saverio Moriones in Bersaglio n. 1, NCIS - Unità anticrimine
- Paolo Marchese in Road to Justice - Il giustiziere, Dirty Dancing
- Dario Penne in L'Impero colpisce ancora
- Sandro Iovino ne I falchi della notte
- Enrico Carabelli ne I Jefferson
- Luciano Roffi ne Il diritto di uccidere
- Carlo Marini in Paura su Manhattan
- Giovanni Petrucci in That '70s Show
- Michele Gammino in White Collar
- Rodolfo Bianchi in Scrubs - Medici ai primi ferri
- Marco Balzarotti in Undercover Brother
- Stefano Mondini in Modern Family
- Eugenio Marinelli in Private Practice
- Emilio Cappuccio in Fanboys
- Ennio Coltorti in Star Wars - L'ascesa di Skywalker

Da doppiatore è sostituito da:
- Ennio Coltorti in LEGO Star Wars Christmas Special, LEGO Star Wars: Rebuild the Galaxy
- Saverio Moriones in The Cleveland Show
- Luca Ward in The LEGO Movie
- Massimo Bitossi in Star Wars Rebels
- Emanuele Ruzza in LEGO Batman - Il film
- Marco Balzarotti in Star Wars: Battlefront II